# Markea longiflora
Markea longiflora är en potatisväxtart som beskrevs av John Miers. Markea longiflora ingår i släktet Markea och familjen potatisväxter. Inga underarter finns listade i Catalogue of Life.